# Власов, Семён Владимирович
Семён Влади́мирович Вла́сов (род. 10 января 1981, Салават) — российский спидвейный гонщик. Мастер спорта.  Чемпион России в командном зачете, вице-чемпион России в личном зачете, серебряный призёр Кубка Европы среди пар.

## Карьера
Родился и вырос в г. Салават, где и начал заниматься спидвеем с 1995 г. в одноимённом клубе. Первое участие в КЧР: гонка «Салават» — «Лукойл» 4 июня 1997 г.; первый заезд — Галеев, Ганцев, Тибеев, Власов (заезд №5); первое набранное очко — Старостин, Хлынов, Власов, Ганцев (заезд №14), итог встречи — 33:55.
В ходе карьеры защищал цвета всех основных команд, принимавших участие в Командном чемпионате России в 2000-2010-х гг. – «Салават», «Лукойл»/«Октябрьский», «Восток», «Турбина», «Мега-Лада». Также выступал за расформированный ныне клуб «Башкирия».
Помимо этого выступал в польской и украинской лигах. Неоднократно входил в состав сборной России по спидвею. В международной карьере добился звания вице-чемпиона Европы в парах и дважды стал серебряным призёром Кубка Европейских чемпионов.
В 2013 г. — гонщик и старший тренер СК «Салават». В 2014 г. был заявлен для участия в чемпионате в составе "Октябрьского", однако после того, как "Октябрьский" снялся с чемпионата, вернулся в "Салават".
В 2017 году после двухлетнего перерыва вернулся в КЧР в составе СТК «Октябрьский», далее — СТК «Башкирия».
В 2022 году Семён Власов завершил карьеру спортсмена.

## Среднезаездный результат
| Лига         | 1997           | 1998            | 1999          | 2000          | 2001          | 2002          | 2003              | 2004              | 2005           | 2006            | 2007             | 2008               |
| ------------ | -------------- | --------------- | ------------- | ------------- | ------------- | ------------- | ----------------- | ----------------- | -------------- | --------------- | ---------------- | ------------------ |
| Флаг России  | 0,583 Салават  | 1,000 Башкирия  | 1,217 Восток  | 1,700 Салават | 1,794 Лукойл  | 1,756 Лукойл  | 2,088 Лукойл      | 2,178 Лукойл      | 2,721 Лукойл   | 2,241 Салават   | 2,000 Восток     | 1,840 Салават      |
| (I)          | -              | -               | -             | -             | -             | -             | -                 | -                 | -              | -               | -                | 0,538 Колеяж Равич |
| (II)         | -              | -               | -             | -             | -             | -             | -                 | -                 | -              | 1,936 Локомотив | 2,250 КСМ Кросно | -                  |
| Лига         | 2009           | 2010            | 2011          | 2012          | 2013          | 2014          | 2017              | 2018              | 2019           | 2020            | 2021             | 2022               |
| Флаг России  | 2,103 Турбина  | 2,000 Мега-Лада | 2,068 Салават | 1,529 Салават | 1,615 Салават | 0,500 Салават | 1,270 Октябрьский | 1,545 Октябрьский | 2,000 Башкирия | 1,387 Башкирия  | 1,333 Башкирия   |                    |
| (II)         | 2,316 Мишкольц | 1,125 Ванда     | -             | -             | -             | -             | -                 | -                 | -              | -               | -                |                    |
| Флаг Украины | 2,412 СКА      | 2,000 Каскад    | -             | -             | -             | -             | -                 | -                 | -              | -               | -                |                    |

## Достижения
| - Чемпионат России по спидвею среди юношей: в командном зачёте — 2 место (1997), 3 место (1996) - Чемпионат России по спидвею среди юниоров: в личном зачёте — 1 место (2000), 3 место (2001) - Чемпионат России по спидвею в командном зачёте — 1 место (2009), 2 место (2001, 2002, 2003, 2004, 2005), 3 место (1999, 2007, 2010) в личном зачёте — 2 место (2005) в парном зачёте — 1 место (2003, 2013), 2 место (2005, 2012), 3 место (2001, 2004, 2010, 2017) - Кубок МФР по спидвею в командном зачёте — 1 место (2005) в личном зачёте — 1 место (2002) - Турнир на призы ДОСААФ и Мемориал В. Пазникова (Новосибирск) — 1 место (2011) - Мемориал Рината Марданшина (Октябрьский) — 1 место (2005, 2013), 2 место (2006, 2011), 1 место в командном зачете (2009) - Мемориал Александра Баскакова (Салават) — 1 место (2012, 2013) - Чемпионат Башкортостана (Салават-Октябрьский) — 1 место (2001, 2012, 2013) - Турнир Grand Master (Октябрьский) — 1 место (2014) | На международных соревнованиях Юниорские соревнования ЛЧМЮ — 13 место в ¼ финала (2001), 9 место в ¼ финала (2002) Взрослые соревнования ЛЧЕ — 8 место (2009), 5 место в полуфинале, отказ от участия в финале (2010) 1 ПЧЕ — 2 место (2004) , 4 место в ½ финала (2005), 3 место (2008 – участие только в ½ финала), 4 место (2010), 4 место в ½ финала (2012) КЕЧ — 2 место (2001 – за «Лукойл»; 2005 – за «Спидвей-Центр») ККМ — 8 место (2003), 7 место (2005), 11 место (2006) ЛЧМ — не участвовал Гран-При Челлендж 2010 — 10 место в ¼ финала Гран-При Челлендж 2011 — 9 место в ½ финала 1 Начатая финальная гонка была прекращена из-за погодных условий; в повторной гонке Семён Власов не участвовал. |  |